# برژاژینا، استان لهستان بزرگ‌تر
برژاژینا (انگلیسی: Brzezina) یک روستا در ناحیه اداری گمینا بلیزانوو، در داخل شهرستان کالیش، استان لهستان بزرگ‌تر، در غرب و مرکز لهستان است.